# JAM Project 15th Anniversary STRONG BEST ALBUM MOTTO! MOTTO !! -2015-
『JAM Project 15th Anniversary STRONG BEST ALBUM MOTTO! MOTTO !! -2015-』（ジャム・プロジェクト・フィフィティーンス・アニヴァーサリー・ストロング・ベスト・アルバム モット! モット!! -2015-）は、JAM Projectのベストアルバム。2015年9月9日にLantisから発売された。

## 概要
リリース時点での「現バンドメンバー」が演奏し直し、「現メンバー」が歌い直したベストアルバム。人気曲20曲の中から12曲を収録している。

## 収録曲
全作詞：影山ヒロノブ
1. Crest of "Z's"
作曲：影山ヒロノブ、編曲：IKUO・JAM Project Band
2. Rocks
作曲：影山ヒロノブ、編曲：河野陽吾・JAM Project Band
3. SEVENTH EXPLOSION
作曲：影山ヒロノブ、編曲：栗山善親・横関敦・JAM Project Band
4. GONG
作曲：河野陽吾・影山ヒロノブ、編曲：河野陽吾・JAM Project Band
5. HERO
作曲：影山ヒロノブ、編曲：栗山善親・寺田志保・JAM Project Band
6. 嘆きのロザリオ
作曲：影山ヒロノブ・須藤賢一、編曲：須藤賢一・JAM Project Band
7. CRUSH GEAR FIGHT!!
作曲：影山ヒロノブ、編曲：河野陽吾・JAM Project Band
8. TRANSFORMERS EVO.
作曲：影山ヒロノブ、編曲：菊田大介（Elements Garden）・JAM Project Band
9. SOULTAKER
作曲：影山ヒロノブ、編曲：須藤賢一・JAM Project Band
10. VICTORY
作曲：河野陽吾、編曲：河野陽吾・JAM Project Band
11. レスキューファイアー
作曲：影山ヒロノブ、編曲：鈴木マサキ・JAM Project Band
12. SKILL
作曲：須藤賢一・河野陽吾、編曲：河野陽吾・JAM Project Band